# Tatjana Michailowna Anissimowa
Tatjana Michailowna Anissimowa (russisch Татьяна Михайловна Анисимова, engl. Transkription Tatyana Anisimova, geb.Полубоярова – Polubojarowa – Poluboyarova; * 19. Oktober 1949 in Grosny) ist eine ehemalige sowjetische Hürdenläuferin, deren Spezialstrecke die 100-Meter-Distanz war.
Unter ihrem Geburtsnamen startend trat sie 1971 bei den Europameisterschaften in Helsinki erstmals in Erscheinung und wurde Achte in 13,69 s. 1972 gewann sie, von nun an als Anissimowa startend, ihren ersten von vier sowjetischen Meistertiteln, 1976, 1978 und 1979 war sie ebenfalls erfolgreich. Bei den Europameisterschaften 1974 in Rom wurde sie in 13,16 s Sechste. 1975 holte sie bei der Universiade in Rom Bronze in 13,64 s.
Bei den Olympischen Spielen 1976 in Montreal gewann sie in 12,78 s die Silbermedaille mit einer Hundertstelsekunde Rückstand auf Johanna Schaller aus der DDR. Ihre Landsfrau Natalja Lebedewa lag zwei Hundertstelsekunden hinter ihr, und weitere zwei Hundertstelsekunden dahinter lag Gudrun Berend aus der DDR. 1977 wurde Anissimowa Zweite bei der Universiade hinter der Polin Grażyna Rabsztyn, die ihren dritten Studententitel in Folge errang.
Bei den Europameisterschaften 1978 in Prag lief sie mit 12,67 s ihre persönliche Bestzeit. Hinter Johanna Klier(-Schaller) gewann sie damit Silber vor Berend. Nachdem sie 1980 bei den Olympischen Spielen in Moskau wegen Verletzung nicht zum Semifinale antrat, war sie 1981 wieder zurück und gewann unter anderem beim Weltcup 1981 in Rom. Im Jahr darauf wurde sie bei den Europameisterschaften in Athen Siebte in 13,06 s. In der 4-mal-100-Meter-Staffel kam sie als Startläuferin mit dem sowjetischen Quartett auf den fünften Platz.
Fünfmal trat sie bei Halleneuropameisterschaften an und erreichte viermal das Finale, 1975 und 1981 gewann sie jeweils die Bronzemedaille.
Tatjana Anissimowa ist 1,74 m groß und wog in ihrer aktiven Zeit 64 kg.